# Something’s Coming: The BBC Recordings 1969–1970
Something’s Coming: The BBC Recordings 1969–1970 ist eine Kompilation von Live-Aufnahmen der Progressive-Rock-Band Yes. Es sind die einzigen Live-Aufnahmen, auf denen die Band in ihrer Originalbesetzung zu hören ist. Es handelt sich um eine Zusammenstellung der frühen Auftritte der Band bei BBC Radio mit Titeln, die hauptsächlich aus ihren ersten beiden Alben stammen. Allerdings enthält sie auch zwei Raritäten: Der Titelsong Something’s Coming aus dem Musical West Side Story war zuvor nur als B-Seite der Single Sweetness aus dem Jahr 1969 erschienen und der Titel For Everyone, war noch in keiner anderen Version veröffentlicht worden.

## Inhalt
Das Zwei-CD-Set enthält Liner Notes des ursprünglichen Gitarristen Peter Banks, der kurz nach diesen Aufnahmen aus der Band entlassen wurde. Das Album wurde 1997 unter Aufsicht und mit Anmerkungen von Banks veröffentlicht. Die US-Ausgabe (lizenziert von Purple Pyramid, Cleopatra Records) trägt den Titel Beyond and Before: The BBC Recordings 1969–1970. Es gab auch eine europäische Veröffentlichung mit dem Titel Something’s Coming.
| Nr. | Titel                                          | Autor(en)                                | Länge |
| --- | ---------------------------------------------- | ---------------------------------------- | ----- |
| 1.  | Something’s Coming                             | Leonard Bernstein, Stephen Sondheim      | 7:38  |
| 2.  | Everydays                                      | Stephen Stills                           | 5:13  |
| 3.  | Sweetness                                      | Jon Anderson, Clive Bailey, Chris Squire | 4:14  |
| 4.  | Dear Father                                    | J. Anderson, C. Squire                   | 5:33  |
| 5.  | Every Little Thing                             | John Lennon, Paul McCartney              | 5:32  |
| 6.  | Looking Around                                 | J. Anderson, C. Squire                   | 3:40  |
| 7.  | Sweet Dreams                                   | J. Anderson, David Foster                | 3:26  |
| 8.  | Then                                           | J. Anderson                              | 4:20  |
| 9.  | No Opportunity Necessary, No Experience Needed | Richie Havens                            | 4:17  |

| Nr. | Titel              | Autor(en)                         | Länge |
| --- | ------------------ | --------------------------------- | ----- |
| 1.  | Astral Traveller   | J. Anderson                       | 6:01  |
| 2.  | Then               | J. Anderson                       | 5:16  |
| 3.  | Every Little Thing | J. Lennon, P. McCartney           | 6:49  |
| 4.  | Everydays          | S. Stills                         | 6:07  |
| 5.  | For Everyone       | J. Anderson, C. Squire            | 4:35  |
| 6.  | Sweetness          | J. Anderson, C. Bailey, C. Squire | 5:17  |
| 7.  | Something’s Coming | L. Bernstein, S: Sondheim         | 7:59  |
| 8.  | Sweet Dreams       | J. Anderson, D. Foster            | 4:14  |
| 9.  | Beyond And Before  | C. Squire, C. Bailey              | 5:27  |

## Produktion
Quelle: Discogs
- Paul Bevoir – Covergestaltung
- Carlton Sandercock – Koordinator
- Trevor Jones – Koordinator
- Peter Banks – Remastering
- Colin James – Remastering